# Филип Бенкович
Филип Бенкович (хорв. Filip Benković, нар. 13 липня 1997, Загреб) — хорватський футболіст, захисник шведського клубу АІК.

## Клубна кар'єра
Народився 13 липня 1997 року в місті Загреб. Вихованець футбольної школи клубу «Динамо» (Загреб). 19 липня 2015 року дебютував у хорватському чемпіонаті в поєдинку проти «Осієка», вийшовши на поле в стартовому складі і провівши весь матч. Всього у своєму першому чемпіонаті провів 13 зустрічей і допоміг команді здобути чемпіонат і Кубок Хорватії. У сезоні 2017/18 Бенкович вдруге виграв з командою «золотий дубль». Всього провів у складі команді 88 матчів у всіх турнірах протягом трьох сезонів.
9 серпня 2018 року Бенкович перейшов в англійський «Лестер Сіті», який заплатив за нього близько 13 млн фунтів стерлінгів
. Контракт футболіста розрахований на п'ять років. Втім вже 31 серпня 2018 року хорват був відданий в оренду на сезон у шотландський «Селтік». Протягом сезону 2018/19 відіграв за команду з Глазго 20 матчів в національному чемпіонаті і виграв чемпіонат країни, Кубок Шотландії та Кубок ліги.
Повернувшись влітку 2019 року до «Лестера» знову не отримав шансу проявити себе в офіційних матчах команди і першу половину 2020 року провів граючи на умовах оренди за «Бристоль Сіті» з англійського Чемпіоншипа. Згодом на аналогічних умовах грав за «Кардіфф Сіті» та бельгійський «Ауд-Геверле Левен».
У січні 2022 року став гравцем італійського «Удінезе». Пробитися до основного складу нової команди не зумів і за півроку був відданий в оренду до німецького «Айнтрахта» (Брауншвейг).

## Виступи за збірні
2012 року дебютував у складі юнацької збірної Хорватії, взяв участь у 26 іграх на юнацькому рівні, відзначившись 3 забитими голами.
Протягом 2015—2019 років залучався до складу молодіжної збірної Хорватії, у її складі поїхав на молодіжний чемпіонат Європи 2019 року в Італії. На молодіжному рівні зіграв у 7 офіційних матчах, забив 2 голи.
11 червня 2019 року дебютував в офіційних матчах у складі національної збірної Хорватії в товариському матчі проти збірної Тунісу (1:2).

## Статистика виступів

### Статистика клубних виступів
Станом на 26 серпня 2022
| Сезон                       | Команда                     | Чемпіонат                   | Чемпіонат | Чемпіонат | Національний кубок | Національний кубок | Національний кубок | Континентальні кубки | Континентальні кубки | Континентальні кубки | Інші змагання | Інші змагання | Інші змагання | Усього | Усього |
| Сезон                       | Команда                     | Ліга                        | Ігор      | Голів     | Ліга               | Ігор               | Голів              | Ліга                 | Ігор                 | Голів                | Ліга          | Ігор          | Голів         | Ігор   | Голів  |
| --------------------------- | --------------------------- | --------------------------- | --------- | --------- | ------------------ | ------------------ | ------------------ | -------------------- | -------------------- | -------------------- | ------------- | ------------- | ------------- | ------ | ------ |
| 2015–16                     | «Динамо ІІ» (Загреб)        | 2Л                          | 9         | 0         | -                  | -                  | -                  | -                    | -                    | -                    | -             | -             | -             | 9      | 0      |
| 2015–16                     | «Динамо» (Загреб)           | 1Л                          | 13        | 0         | КЧ                 | 2                  | 0                  | ЛЧ                   | 3                    | 0                    | -             | -             | -             | 18     | 0      |
| 2016–17                     | «Динамо» (Загреб)           | 1Л                          | 18        | 2         | КЧ                 | 0                  | 0                  | ЛЧ                   | 10                   | 0                    | -             | -             | -             | 28     | 2      |
| 2017–18                     | «Динамо» (Загреб)           | 1Л                          | 25        | 4         | КЧ                 | 3                  | 0                  | ЛЄ                   | 2                    | 0                    | -             | -             | -             | 30     | 4      |
| Усього за «Динамо» (Загреб) | Усього за «Динамо» (Загреб) | Усього за «Динамо» (Загреб) | 56        | 6         |                    | 5                  | 0                  |                      | 15                   | 0                    |               | -             | -             | 76     | 6      |
| 2018–19                     | «Лестер Сіті»               | ПЛ                          | 0         | 0         | КА+КЛ              | 0+1                | 0                  | -                    | -                    | -                    | -             | -             | -             | 1      | 0      |
| 2018–19                     | «Селтік»                    | ПЛ                          | 20        | 2         | КШ+КЛ              | 1+1                | 0                  | ЛЄ                   | 4                    | 0                    | -             | -             | -             | 25     | 2      |
| 2019-січ. 2020              | «Лестер Сіті»               | ПЛ                          | 0         | 0         | КА+КЛ              | 1+0                | 0                  | -                    | -                    | -                    | -             | -             | -             | 1      | 0      |
| лют.-черв.2020              | «Бристоль Сіті»             | ЧФЛ                         | 10        | 2         | КА+КЛ              | -                  | -                  | -                    | -                    | -                    | -             | -             | -             | 10     | 2      |
| вер.-жовт. 2020             | «Лестер Сіті»               | ПЛ                          | 0         | 0         | КА+КЛ              | 0                  | 0                  | ЛЄ                   | 0                    | 0                    | -             | -             | -             | 0      | 0      |
| жовт. 2020-січ.2021         | «Кардіфф Сіті»              | ЧФЛ                         | 1         | 0         | КА+КЛ              | 0                  | 0                  | -                    | -                    | -                    | -             | -             | -             | 1      | 0      |
| січ.-черв.2021              | «Ауд-Геверле»               | ПЛ                          | 0         | 0         | КБ                 | -                  | -                  | -                    | -                    | -                    | -             | -             | -             | 0      | 0      |
| 2021-січ. 2022              | «Лестер Сіті»               | ПЛ                          | 0         | 0         | КА+КЛ              | 0+0                | 0                  | ЛЄ+ЛК                | 0+0                  | 0                    | СА            | -             | -             | 0      | 0      |
| Усього за «Лестер Сіті»     | Усього за «Лестер Сіті»     | Усього за «Лестер Сіті»     | 0         | 0         |                    | 2                  | 0                  |                      | 0                    | 0                    |               | -             | -             | 2      | 0      |
| січ.-черв. 2022             | «Удінезе»                   | A                           | 2         | 0         | КІ                 | 0                  | 0                  | -                    | -                    | -                    | -             | -             | -             | 2      | 0      |
| 2022–23                     | «Удінезе»                   | A                           | 0         | 0         | КІ                 | 0                  | 0                  | -                    | -                    | -                    | -             | -             | -             | 0      | 0      |
| Усього за «Удінезе»         | Усього за «Удінезе»         | Усього за «Удінезе»         | 2         | 0         |                    | 0                  | 0                  |                      | -                    | -                    |               | -             | -             | 2      | 0      |
| Усього за кар'єру           | Усього за кар'єру           | Усього за кар'єру           | 97+1      | 10        |                    | 10                 | 0                  |                      | 19                   | 0                    |               | -             | -             | 127    | 10     |

### Статистика виступів за збірну
Станом на 26 серпня 2022
| Дата      | Місто    | Господарі | Результат | Гості | Турнір           | Голи | Примітки |
| --------- | -------- | --------- | --------- | ----- | ---------------- | ---- | -------- |
| 11-6-2019 | Вараждин | Хорватія  | 1 – 2     | Туніс | товариський матч | -    |          |
| Усього    |          | Матчів    | 1         |       | Голів            | 0    |          |

| Дата       | Місто      | Господарі  | Результат | Гості    | Турнір                             | Голи | Примітки |
| ---------- | ---------- | ---------- | --------- | -------- | ---------------------------------- | ---- | -------- |
| 7-10-2015  | Серравалле | Сан-Марино | 0 – 3     | Хорватія | Кваліфікація молодіжного Євро-2017 | -    | 37'      |
| 1-9-2016   | Копривниця | Хорватія   | 1 – 1     | Швеція   | Кваліфікація молодіжного Євро-2017 | -    |          |
| 10-10-2016 | Треллеборг | Швеція     | 4 – 2     | Хорватія | Кваліфікація молодіжного Євро-2017 | 1    |          |
| 5-10-2017  | Вараждин   | Хорватія   | 2 – 1     | Білорусь | Кваліфікація молодіжного Євро-2019 | 1    |          |
| 9-10-2017  | Вараждин   | Хорватія   | 5 – 1     | Чехія    | Кваліфікація молодіжного Євро-2019 | -    | 25'      |
| 10-9-2018  | Гродно     | Білорусь   | 0 – 4     | Хорватія | Кваліфікація молодіжного Євро-2019 | -    |          |
| 12-10-2018 | Пула       | Хорватія   | 2 – 0     | Греція   | Кваліфікація молодіжного Євро-2019 | -    | 80'      |
| 18-6-2019  | Серравалле | Румунія    | 4 – 1     | Хорватія | Молодіжне Євро-2019 - 1-й етап     | -    |          |
| Усього     |            | Матчів     | 8         |          | Голів                              | 2    |          |

## Титули і досягнення
- Чемпіон Хорватії (2):

«Динамо» (Загреб): 2015–16, 2017–18
- Володар Кубка Хорватії (3):

«Динамо» (Загреб): 2015–16, 2016–17, 2017–18
- Чемпіон Шотландії (1):

«Селтік»: 2018–19
- Володар Кубка Шотландії (1):

«Селтік»: 2018–19
- Володар Кубка шотландської ліги (1):

«Селтік»: 2018–19
- Володар Суперкубка Англії (1):

«Лестер Сіті»: 2021